# Temnoplectron disruptum
Temnoplectron disruptum là một loài bọ cánh cứng trong họ Bọ hung (Scarabaeidae).